# Berthold Bretholz

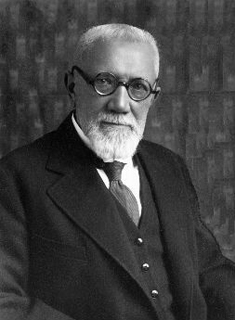
Berthold Bretholz

Berthold Bretholz (auch Bertold Bretholz; * 9. Juli 1862 in Freiberg, Mähren, Kaisertum Österreich; † 27. November 1936 in Brünn, Tschechoslowakei) war ein deutschmährischer Historiker und Archivar und langjähriger Direktor des Landesarchivs in Brünn. Er legte eine grundlegende kritische Ausgabe der Chronik des Cosmas von Prag vor.

## Leben und Wirken

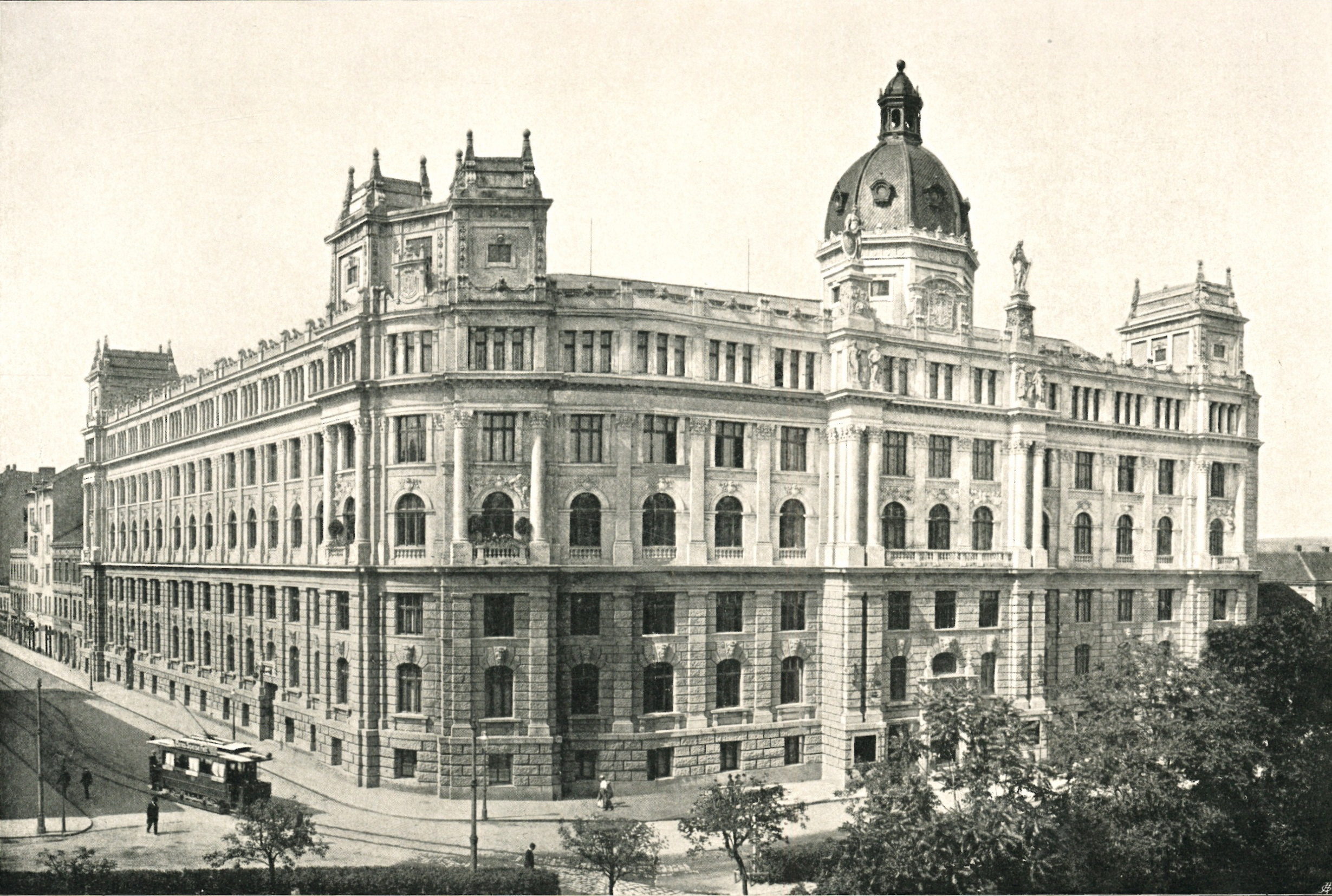
Landesarchiv Brünn (1908)

Nach dem Studium der Geschichte und Jura an der Universität Wien arbeitete Bretholz zwei Jahre am Institut für Österreichische Geschichtsforschung und danach fünf Jahre bei den Monumenta Germaniae Historica in Berlin. 1892 wurde er zum Landeshistoriker für Mähren berufen, in diesem Jahr trat er am 1. Dezember zum lutherischen Glauben Augsburger Bekenntnisses über. Ab 1895 leitete er das Brünner Stadtarchiv und ab 1897 das mährische Landesarchiv, dessen Direktor er von 1909 bis zu seiner Pensionierung 1926 war. 1905 wurde er Mitglied der Kommission für Neuere Geschichte Österreichs, 1906 Honorar- und später außerordentlicher Professor für Geschichte und historische Hilfswissenschaften an der Deutschen Technischen Hochschule Brünn. Ab 1907 war er ordentliches Mitglied des österreichischen Archivrats. Die Österreichische Akademie der Wissenschaften wählte ihn 1914 zum korrespondierenden Mitglied. Er starb laut Totenschein an Atherosklerose.
Der Journalist Wolfgang Bretholz (1904–1969) war ein Sohn von Berthold Bretholz.

## Schriften (Auswahl)
- Geschichte Mährens, Brünn 1893–95 als Digitalisat
- Codex Diplomaticus et epistolaris Moraviae XIV, XV (1403–1411), Olmütz 1903
- Libri citationum et sententiarum VII (1490–1503), Brünn 1911
- Die Geschichte der Stadt Brünn, Band 1, Brünn, 1911 als Digitalisat
- Lateinische Paläographie, Leipzig 1912
- Cosmas Pragensis chronica Boemorum. In: Monumenta Germaniae Historica, SS NS II, 1923
- Geschichte Böhmens und Mährens bis zum Aussterben der Přemysliden 1306, 1912
- Geschichte Böhmens und Mährens, 4 Bände, 1921–1925 
  - Band 1 als Digitalisat
  - Band 2 als Digitalisat
  - Band 3 als Digitalisat
  - Band 4 als Digitalisat
- Geschichtsquellen der Grafschaft Glatz, Band 6, 1927 (die Bände 1–5 wurden von Franz Volkmer herausgegeben)
- Geschichte der Juden in Mähren im Mittelalter, Brünn 1934